# 楠田敏之
楠田 敏之（くすだ としゆき、1969年8月25日 - ）は、日本の声優、俳優、歌手。ケッケコーポレーション所属。静岡県浜松市出身。

## 略歴
大学の化学系の学科を卒業をしている。難波圭一が代表を務める松濤アクターズギムナジウムの卒業生（6期生）。7年間のサラリーマン生活を経て役者になった。サラリーマン時代は石油会社に勤めていた。
会社退社時点では、元々子供の頃からピアノを弾いたり、中学・高校・大学時代は吹奏楽部ではトロンボーンを吹いたり、音楽に親しんできたこともあり、歌手になりたかったという。
歌のレッスンに3回ほど通っていたが、漠然と「何かが違う」、「このままでは、いつまでたっても歌手になれないような気がする」と思った。その時、内面的な表現力を身に付けるのが早道のような気がして、「演技の勉強をしてみよう」と思った。
小さい頃から、アニメはあまり見ておらず、アニメの世界、声優の世界のことはほとんど無知だった。しかしアニメ作品を通して「面白そうな仕事だ」と思ったのと、テレビなどのナレーションにも興味があったため、声優の養成所に通った。舞台役者を育てるカリキュラムが中心の養成所だったため、日々のレッスンのほかに、2年間で4回の舞台を経験した。
2008年より、川本成・UZAとのユニット「ナルウザクスダ」としても活動。

## 人物
鉄道ファンであり、新幹線に詳しい。特に好きな新幹線は0系。新幹線好きが昂じ、ナルウザクスダ名義で『しんかんせん体操第一』を作詞作曲（編曲も）し、2010年11月27日の「ナルウザクスダLIVE 〜大人のお楽しみ会Vol.3〜」では自身の振り付けで歌って踊った。
方言は遠州弁。音域はC〜G#。
趣味はピアノ、作曲、富士登山。特技は小道具作り、トロンボーン演奏。後者については一番愛好している楽器であり、始めたきっかけは「中学生になり吹奏楽部に入ろうと思っていたが、中学では上下関係が厳しいと聞いたので、一番優しそうな先輩がいる楽器を選んだ」とのこと（ボイスサンプルより）。
インデックスミュージック（現:ティー ワイ エンタテインメント）の音楽プロデューサーである松井伸太郎からのあだ名は「TK2」（『テニスの王子様』の共演者でかつて鉄道会社で勤務経験のある近藤孝行のあだ名「世界のTK」からきている）。
ファンクラブ名「楠田饅本舗」は本人による命名。会員証裏面には本人が会員名を書く。また誕生日には本人による自筆バースデーカードが届く。「楠田饅本舗」向けに催されるツアー・イベントなどには本人も同行し、私物へのサイン、楠田本人とのツーショット写真撮影なども行われる。
自身によるブログは頻繁に更新され、ブログの名前は時期によって変わる。記事のタイトルは、更新されたばかりの時点では単語や一言だけである場合が多いが、のちに五・七・五のものに修正されることが多い。
自身が演じたキャラクターへの愛が大きい。「宍戸亮」（『テニスの王子様』）のCDアルバム『ZERO』が発売された2月8日を「ZERO記念日」とし、発売されて以降、毎年自身のブログで作品に対する思いを書き綴っている。

## 出演
太字はメインキャラクター。

### テレビアニメ
2002年
- テニスの王子様（2002年 - 2024年、宍戸亮） - 3シリーズ

2003年
- なるたる（隊員A）

2005年
- 韋駄天翔（鮫島大牙）
- ギャラリーフェイク（客）
- CLUSTER EDGE（ベスビアの部下）
- 焼きたて!!ジャぱん（青木ディレクター）

2006年
- 彩雲国物語（2006年 - 2008年、柳晋の父、刺客、医者、隊長 他） - 2シリーズ
- まじめにふまじめ かいけつゾロリ（2006年 - 2007年、兵士、参加者C）

2007年
- ウエルベールの物語 〜Sisters of Wellber〜（ゲルニア・ハン）
- 素敵探偵ラビリンス（桃井）
- 森の戦士ボノロン（金色のおおかみ）

2008年
- 遊☆戯☆王5D's（瓜生）

2009年
- 獣の奏者 エリン（キリク、仮面の男）
- こばと。（男子生徒）

2014年
- 団地ともお（マスコン）

2018年
- 僕のヒーローアカデミア（ギャングオルガのサイドキック）

2020年
- 魔術士オーフェンはぐれ旅（ヴィンビ）

2022年
- 真・一騎当千（伐折羅）

### 劇場アニメ
- 劇場版 テニスの王子様 跡部からの贈り物 君に捧げるテニプリ祭り（2005年、宍戸亮）
- 劇場版 テニスの王子様 英国式庭球城決戦!（2011年、宍戸亮）

### OVA
- テニスの王子様 Original Video Animation 全国大会篇（2006年、宍戸亮）
- 舞-乙HiME Zwei（2006年、側近）
- テニスの王子様 OVA ANOTHER STORY 過去と未来のメッセージ（2009年、宍戸亮）
- みどりのマキバオー Blu-ray BOX 映像特典「終わらない挑戦!!」（2022年、実況[10]）

### ゲーム
- 鬼武者Soul（結城秀康〈タイアップ限定〉）
- テニスの王子様シリーズ（宍戸亮）

2005年
- THE 鑑識官（査之介）
- シュガシュガルーン -恋もオシャレもピックアップ!-（青田）

2006年
- 新 鬼武者 DAWN OF DREAMS（結城秀康）
- FRAGMENTS BLUE（逢坂要）

2007年
- アガレスト戦記（バシュタール）
- APOCALYPSE 〜DESIRE NEXT〜（ウェレス）
- オペレーション・ダークネス（ハーバード・ウェスト、ハインリヒ・ヒムラー）
- 逆転裁判4 プロモーション映像（牙琉響也）
- 燃えろ!熱血リズム魂 押忍!闘え!応援団2（西園寺隼人）
- 悠久ノ桜（野島良治）

2008年
- ストリートファイターIV（ダン）
- タツノコ VS. CAPCOM CROSS GENERATION OF HEROES（灰燼の蒼鬼）
- ふしぎ遊戯 朱雀異聞（婁宿）

2009年
- アガレスト戦記ZERO（バシュタール）

2010年
- スーパーストリートファイターIV（ダン）
- スーパーストリートファイターIV アーケードエディション（ダン）

2011年
- 華ヤカ哉、我ガ一族 キネマモザイク（宮ノ杜玄一郎〈若い頃〉）

2012年
- 源狼 GENROH（源頼朝）
- ストリートファイター X 鉄拳（ダン）

2013年
- 逆転裁判5（牙琉響也）
- スーパーロボット大戦UX（連邦軍兵士、テロリスト、兵士）

2014年
- ウルトラストリートファイターIV（ダン）

2015年
- スーパーロボット大戦BX（連邦軍兵士）

2016年
- 数乱digit（無良木耶告）

2019年
- 三国烈覇（孫権）

2021年
- ストリートファイターV（ダン）

### ドラマCD
- 朝から朝まで（悦巳）
- イタズラなKiss（渡部）
- ウエルベールの物語 ドラマCD（ゲルニア・ハン）
- 嘘と誤解は恋のせい ラヴァーズ・ブートキャンプ（日野千央）
- 元気あげたいっっ!〜Be☆Yell〜（義岡忠洋）
- 彩雲国物語 恋愛指南争奪戦!（武官）
- 新鬼武者〜結城秀康地獄変〜（結城秀康）
- 再現！坂本龍馬 最後の夜（岡本健三郎）
- 新庫堂学園演劇部を演ってみた。ステージ2 〜心拍数♯0822〜（紺野勇作、スピンオフドラマ『歌い手戦隊ニコドーマン』熱いナレーション）
- 新庫堂学園演劇部を演ってみた。ステージ3 〜歌い手戦隊ニコドーマン〜（紫シオン=ニコドーパープル、熱いナレーション）
- KOVオリジナルドラマCD「ダブルラリアット」（池田直樹）
- ボーカロイドPボイスドラマCD第5弾「ACUTE」（中村忠志）

### 吹き替え
- グッバイ、レーニン!（2004年）

### 舞台
2002年
- Running Musical 645 Taika-no-kaishin（テツガク）

2003年
- 金光郁子&バレエキャラバン公演「気づかぬ再会 In New Youk」（ユダヤ人 他）
- ボタン工場の羊少女メー（トッカータ、看護人）
- 無頼の女房（大橋太郎）

2004年
- Running Musical 645 Taika-no-kaishin（中臣鎌足、蘇我入鹿）
- Twinkle,twinle,luckystar（南雲拓巳）

2005年
- Rock Comedy LIVE WELL!（歌川）

2008年
- ケッケコーポレーション朗読劇「声」その一 宮部みゆき篇（余助、市蔵）
- 劇的コンサート「夢ヶ浦吹奏楽団」響けブラス!届け未来へ!（樋口慎二）

2009年
- 幕末のドリ府（徳川家茂、徳川慶喜）
- 敏腕組!（近藤勇）

2010年
- 冬の寒夜にパラレル・スリップ
- 記憶メモリン（湯田、春日部、こやなぎ他）
- 春の朧夜にパラレル・スリップ
- READING FOR THE TIES 2010
- Moon War……月は黄色か、白、黒か……（ガリレノ、男、研究員、観客）

2011年
- バレンタイム・パラドックス（如月、声の出演）
- デスティニー（ベルゲンタール）
- 七夕はバカしアイ〜キツネの嫁入りタヌキ寝入り〜（声の出演。千秋楽のみ）
- ことだま屋本舗☆リーディング部
- 神様Voice（樋口遼介）

2014年
- PONKOTSU-BARON project 『オズからの招待状』（2014年3月19日 - 23日、紀伊国屋サザンシアター）

2016年
- BURAI～女王陛下は武士がお好き～（2016年6月9日 - 12日、東京芸術劇場 シアターウエスト）

2017年
- ことだま屋本舗EXステージvol.2『戦国新撰組』（土方歳三）
- viking第3回公演「最強の夫婦」（2017年1月13日 - 15日、ザムザ阿佐ヶ谷）

2018年
- ことだま屋本舗EXステージvol.4『戦国新撰組-結-』（土方歳三）

2019年
- ことだま屋本舗EXステージvol.7「ことだま屋×Z4」『アウターゾーン リ：ビジテッド』（男）

2020年
- 舞台版「帝都メルヒェン探偵録～幽霊屋敷のブレーメン～」（2020年1月29日 - 2月2日、シアターグリーン BIGTREETHEATER） - 遊馬義行 役

### ラジオ
- 新鬼武者プロジェクトプレゼンツ 赤鬼のパンツ!青鬼のパンツ!
- とりあえず、オールO.K.!?
- テニスの王子様 オン・ザ・レイディオ（マンスリーパーソナリティーのため、いつやるかなどは決まっていない）
- ウエルベールの物語「ラジオの章」　第13回、第14回ゲスト
- こえたま!らじお!!ファンタジスタ!　ゲスト
- しろがねしょぉむと高乃麗の Voice-Bee-get!（ラジオ大阪）ゲスト
- ナルウザクスダ（仮）（インターネットコミュニティ「ぽけら」）
- ナルウザクスダの!（インターネットラジオステーション「音泉」）

### その他コンテンツ
- 「テニスの王子様 Original Video Animation 全国大会篇 INVITATION DVD」（顔出し）
- テニスの王子様100曲マラソン
- テニプリフェスタ2009
- テニプリフェスタ2011 in 武道館
- テニプリフェスタ2013
- ネットTV「楠田敏之の黙ってオレについて来い!」
- ネットTV「遊戯の藥」

## ライブ
2005年
- NAMI-HEY! vol.4 LIVE ゲスト（2月27日）
- 楠田敏之 1st ソロ LIVE “haru”（4月5日、南青山MANDALA）
- 木村亜希子・楠田敏之 ジョイントライヴ（9月25日、原宿アストロホール）
- 楠田敏之 2nd ソロ LIVE “Welcome!”in 大阪（10月23日、江坂MUSE）
- ランチ☆ステージに全員集合!ライブ ゲスト（12月11日）

2006年
- 楠田敏之 3rd ソロ LIVE “BELIEVE”in　大阪（3月19日、江坂MESE）
- 楠田敏之 3rd ソロ LIVE “BELIEVE”in 東京（3月25日、鹿鳴館）
- 並木のり子バースディソロライブ ゲスト（6月18日、TAKE OFF7）
- まゆさわプレゼンツ 「ジーザズー?ザーザズー?」（6月25日、代々木ザーザズー）
- 木村亜希子・楠田敏之 ジョイントライブ 2006（8月26日、鹿鳴館）

2007年
- 楠田敏之 “Bright!” LIVE TOUR 2007 in 大阪（4月21日、中津Vi-code）
- 楠田敏之 “Bright!” LIVE TOUR 2007 in 東京（4月30日、初台The DOORS）
- 楠田敏之 Christmas LIVE 2007 in 大阪（12月22日、中津Vi-code）

2008年
- 楠田敏之 New Year LIVE 2008 in 東京（1月13日、鹿鳴館）
- 楠田敏之 vs NAruZA〜夢のドリームマッチ!あっ夢って2回言っちゃった〜（9月15日、表参道FAB）

2009年
- 楠田敏之 Solo LIVE “BBB plus”2009（5月4日、鹿鳴館）
- ビーフラット20周年チャリティライブ 第3弾 ゲスト（5月5日、目黒THE LIVE STATION）
- ナルウザクスダLIVE 〜大人のお楽しみ会Vol.1〜（2月21日、渋谷O-Crest）
- ナルウザクスダLIVE 〜「白と黒のグローリー」発売記念!〜（7月5日、渋谷O-Crest）

2010年
- ナルウザクスダLIVE 〜大人のお楽しみ会Vol.2〜（3月13日、渋谷O-Crest）
- ナルウザクスダLIVE 〜大人のお楽しみ会Vol.3〜（11月27日、渋谷O-Crest）
- 声優チャンネル Kiss of Voice 紅白歌合戦やってみた!みんな男だけど… in 大阪（12月28日、クレオ大阪中央）

2011年
- 声優チャンネル Kiss of Voice ドキドキのバレンタインスペシャル in 大阪（2月6日、クレオ大阪西）
- LIFE&DAMAGE発売記念 楠田敏之ソロライブ2011 in 東京（2月27日、鹿鳴館）
- 声優チャンネル Kiss of Voice 春だけどもっと熱くなれよ in 東京（3月6日、前進座）
- LIFE&DAMAGE発売記念 楠田敏之ソロライブ2011 in 大阪（3月27日、キングコブラ）
- 声優チャンネル Kiss of Voice ラッキーセブンスペシャル in 大阪（6月12日、クレオ大阪北）
- おやまぁ！あれまぁ！おやま遊園地（7月23日、渋谷O-Crest）
- 水木英昭プロデュースLIVE vol.8 「サマーカーニバル2011」（8月10日、六本木スイートベイジル）
- “楠田敏之×HIRO-X” SUMMER LIVE 2011（8月27日、鹿鳴館）
- 声優チャンネル Kiss of Voice Final Live Tour in 大阪（10月9日、クレオ大阪北）

2012年
- 楠田敏之×伊藤賢治 LIVE 2012 -FIRST CONTACT（2012年12月27日、吉祥寺Star Pine‘s Cafe）

## ディスコグラフィ
- テニスの王子様シリーズ
  - ALive（宍戸亮）
  - ZERO 〔アルバム〕（宍戸亮）
  - Brandnew Days（宍戸亮&鳳長太郎）
  - EMBLEM（宍戸亮）
  - 恋の激ダサ絶頂！（by断ち切り隊）
  - W-rainbow（宍戸亮&鳳長太郎）
  - Now≠Then（宍戸亮）
  - 1 2 3 4 5 Ready Go!（脱帽）
  - アオゾラSTAGE（by断ち切り隊）
- BLUE〜雲のように〜 〔アルバム〕
- BELIEVE 〔アルバム〕
- Bright! 〔アルバム〕
- LIFE 〔アルバム〕
- DAMAGE 〔アルバム〕
- With You 〔アルバム〕
- 情熱の×××（楠田敏之&並木のり子）
- Rainy Cloudy Sunny Day（ナルウザクスダ）
- 白と黒のグローリー 〔ミニアルバム〕（ナルウザクスダ）
- スイッチョン（ナルウザクスダ）
- アカアリマーチ／しんかんせん体操第一（ナルウザクスダ）
- WAO! AMUSEMENT PARK（エンリコ・イリソギ）

### シリーズ一覧
1. ↑  第1作（2002年 - 2003年）、第2作『新テニスの王子様』（2012年）、第3作続編『新テニスの王子様 U-17 WORLD CUP SEMIFINAL』（2024年）
2. ↑  第1期（2006年 - 2007年）、第2期（2007年 - 2008年）